# Вітаутас Андзюліс
Вітаутас Андзюліс (4 грудня 1930 р. Шета, Кедайняйський повіт — 16 березня 2018 р.) — литовський друкар, видавець і діяч опору радянському окупаційному режиму.

## Біографія
Закінчив 3 класи Круонісської середньої школи. В 1936 році після переїзду родини до Амалія навчався в Петрашюнійській початковій школі, під час нацистської окупації в Каунаській єзуїтській гімназії. В 1957 році закінчив Купишкіську вечірню школу для дорослих.
1948 — 1969 роки працював у друкарні «Spindulis» , Купішкіській районній друкарні, Трошкунайській районній друкарні, друкарні «Raide» 1974–1983. У лабораторії поліграфії Каунаського технологічного інституту.
З 1954 року складені гарнітури та частини друкарської машини. У 1978 — 1981 роки у селі Салій поблизу Каунаса він створив під своїм будинком нелегальну друкарню-видавництво. У 1981—1990 рр. разом з Юозом Бацевічюсом надрукував 39 релігійних, історичних та інших видань. Першою книгою, виданою в цій друкарні, є «Початкова освіта в релігії» єпископа Казімєроса Палтарокса. Пізніше були опубліковані спогади Юозаса Урбшиса, дослідження Адольфа Дамушиса про радянський геноцид, а також твори поетів Юоза Гражуліса, Роберта Грігоса та Кястутіса Ґеніса. Незважаючи на всі зусилля радянського КДБ, друкарня залишалася нерозкритою до відновлення незалежності Литви.
З 1997 року Старший зберігач музею Великого військового музею Вітовта.
Похований на Роменському кладовищі.

## Оцінка
- у 1998 році ДЛК Орден Гедиміна ІІІ ступеня[2]
- у 2000 році Медаль Незалежності Литви[3]